# 陳志華 (通識教育)
陳志華，香港學者，祖籍廣東省廣州市番禺區，陳氏長期專注本土歷史、風俗文化研究、歷史教育教學，經常在報章發表有關歷史教育、香港歷史文化的文章，更曾接受報章、電台及電視台訪問及擔任香港歷史講座講者及香港歷史考察導賞員等。陳氏著作甚豐，包括香港歷史文化叢書和中國歷史教材等。 較重要的著作有《簡明香港歷史》、《香港古蹟考察指南》、《舊香港》、《漫談香港史》、《香港歷史之謎》、《趣談香港街道》、《趣談九龍街道》、《趣談新界街道》、《追尋香港古蹟》、《追尋九龍古蹟》、《追尋新界古蹟》、《漫遊九龍屋邨》、《漫遊新界東屋邨》、《漫遊新界西屋邨》、《香港巴士百年蛻變》、《 香港鐵路百年銳變》、《圖解香港手冊》、《漫漫港歷史》、《樂業安居:香港公屋發展歷程》等。
參考資料:
陳志華: 香港巴士百年蛻變 中華書局 2021年
https://www.chunghwabook.com.hk/Index/book_detail?id=3294 （页面存档备份，存于）
網上直播講座：香港鐵路百年蛻變
http://cache.org.hk/blog/hkrailway100talk/ （页面存档备份，存于）
香港史：石硤尾大火
https://stedu.stheadline.com/sec/article/26154/%E9%A6%99%E6%B8%AF%E5%8F%B2%E7%9F%B3%E7%A1%A4%E5%B0%BE%E5%A4%A7%E7%81%AB （页面存档备份，存于）
陳志華: 陪太子讀通識 明報出版社 2012年
https://books.google.com.hk/books/about/%E9%99%AA%E5%A4%AA%E5%AD%90%E8%AE%80%E9%80%9A%E8%AD%98.html?id=kZ2uAAAAQBAJ&redir_esc=y （页面存档备份，存于）